# フアン・ホセ・エスポシト・ルイス
フアンホ（Juanjo）ことフアン・ホセ・エスポーシト・ルイス（Juan José Expósito Ruiz、1985年10月28日 - ）は、スペイン・サンタンデール出身の元サッカー選手。現役時代のポジションはフォワード。

## 経歴
2004-05シーズン、地元サンタンデールのクラブ、ラシン・サンタンデールでプロデビューした。その後の2シーズンは、控え選手としてラシンに在籍した。2007-08シーズンはセビージャFCへレンタル移籍した。その後、2008年7月にラシンに復帰したが、ニコラ・ジギッチの存在により出場機会をなかなか得られず、2009年1月にセグンダ・ディビシオンのデポルティーボ・アラベスにレンタル移籍した。アラベスは19位でセグンダ・ディビシオンBに降格した。